# Chiesa di Santa Vittoria (Tornareccio)
La chiesa di Santa Vittoria è la  chiesa parrocchiale di Tornareccio in provincia di Chieti. Fa parte della zona pastorale di Atessa dell'arcidiocesi di Chieti-Vasto e risale al XVI secolo.

## Storia

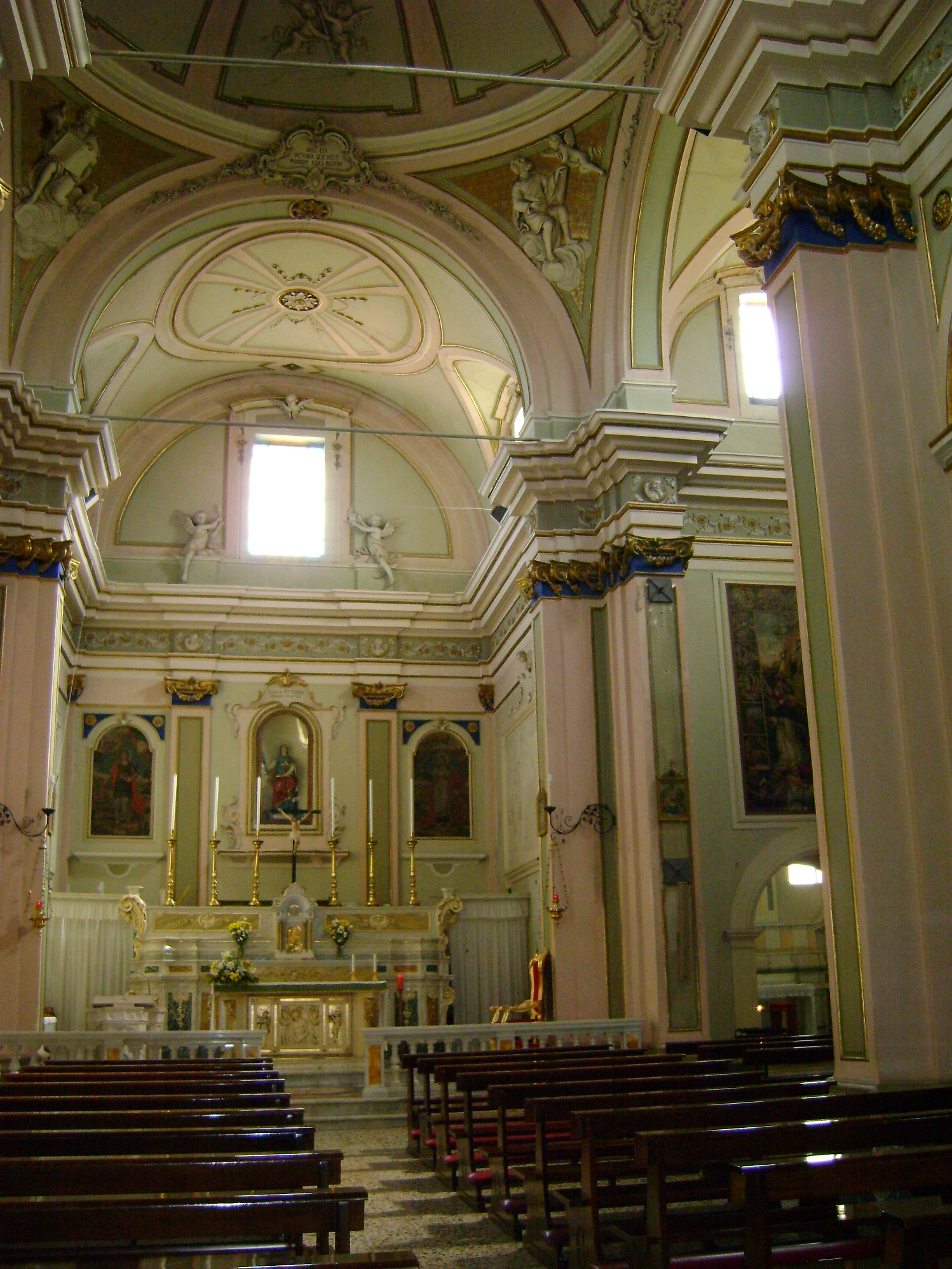
Interno

Il culto di Santa Vittoria è stato introdotto a Tornareccio dai monaci benedettini del Monastero di Santo Stefano in Lucania a partire dall'anno 829. Il territorio divenne poi feudo dell'abbazia di Farfa ove vennero tumulate le spoglie della santa titolare della chiesa, questo per un sodalizio molto forte tra le due chiese del centro Italia. Le spoglie della santa rimasero per circa trent'anni nell'abbazia farfense poi il culto della santa crebbe nei monasteri, chiese, pievi, cappelle e centri feudi di tale abbazia nei pressi di Passo Corese.
Il primo edificio, ad una sola navata, risalirebbe alla seconda metà dell’XI secolo, quando i benedettini del vicino monastero di Santo Stefano in Lucania sentirono l’esigenza di una chiesa più sicura, per potervi traslare anche le reliquie di Sant’Annicola Vergine e Martire: il teschio di questa santa, che subì il martirio nel III secolo, è ancora conservato nella chiesa, e viene venerato il 9 giugno. La costruzione della chiesa non è tanto antecedente il 1568, anno di una visita pastorale non ben identificata. L'edificio subì notevoli modifiche e la più importante fu quella realizzata tra il 1787 ed il 1814.
L’interno della chiesa è stato restaurato negli anni Sessanta per iniziativa dell’allora parroco mons. Dario Provolo.
Nel 2017 la chiesa è stata sottoposta a lavori di consolidamento e restauro della copertura esterna, delle murature portanti e delle volte e del soffitto.

## Struttura

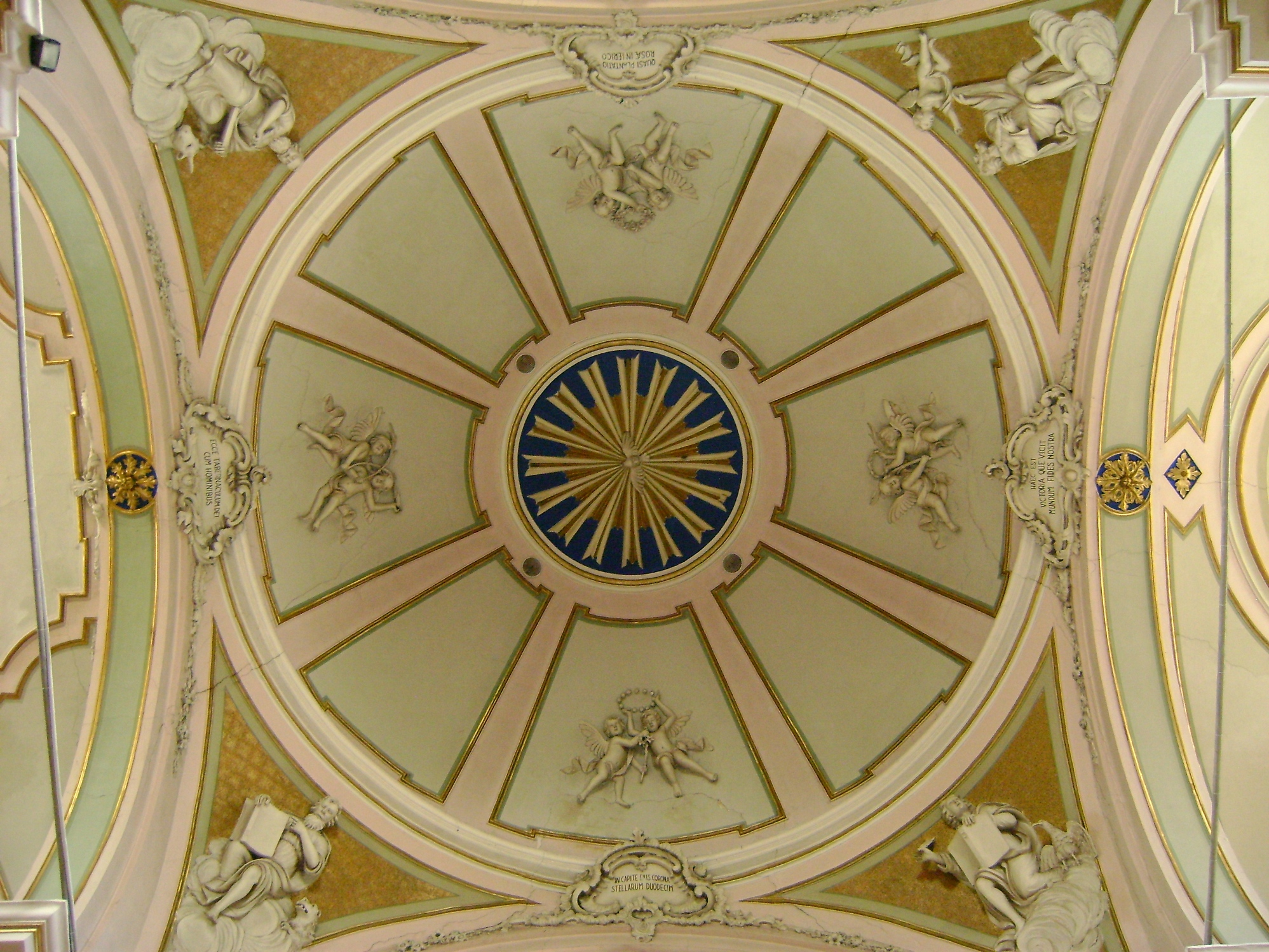
Interno

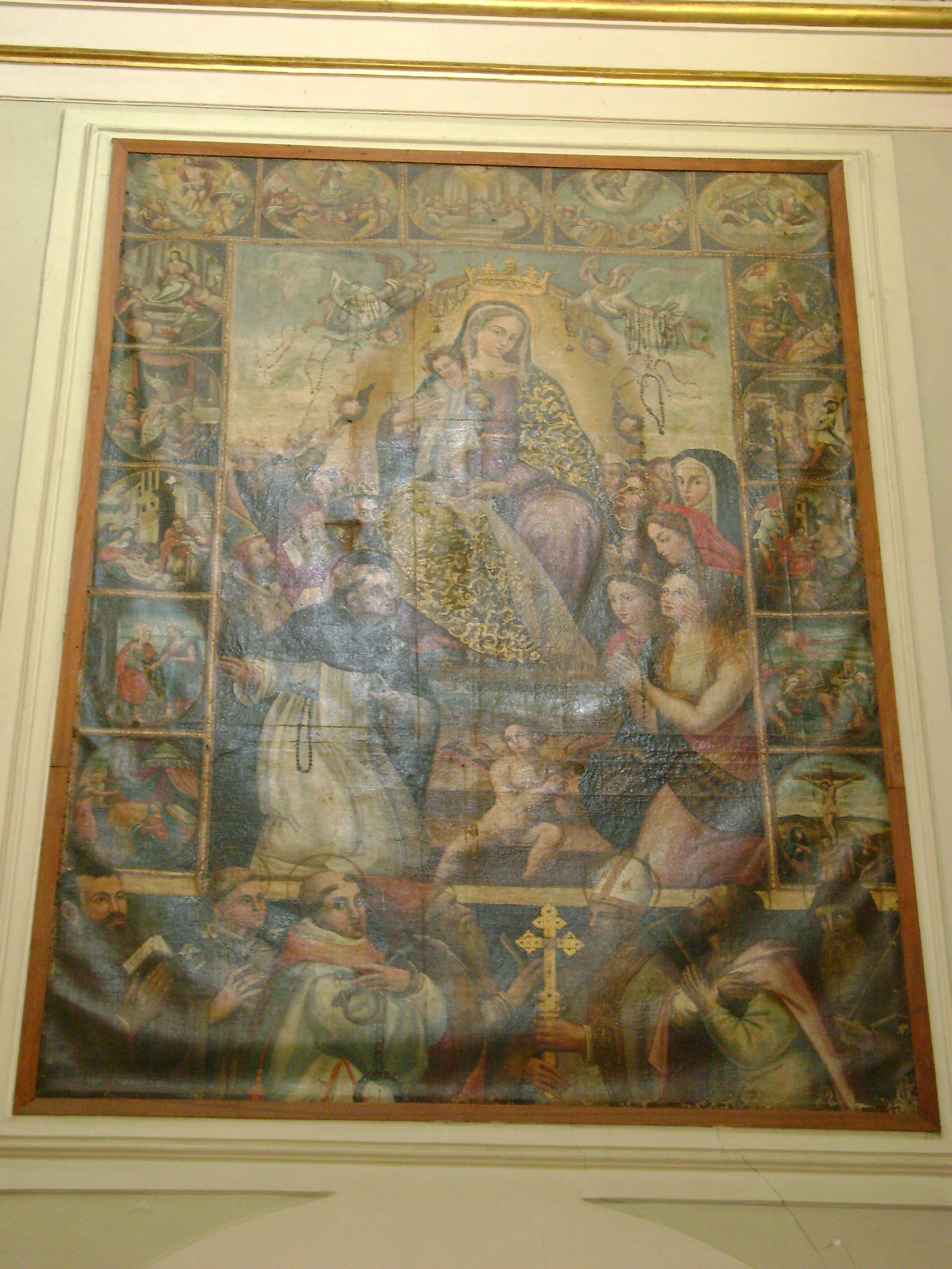
Tela della Madonna del Rosario, ambito abruzzese, XVI secolo

La chiesa ha impianto a croce a latina, con il transetto sporgente. La facciata è assai semplice, caratterizzata da un finestra centrale e da un portale del XVIII secolo a cornice in pietra con architrave semicircolare. Il campanile laterale ha la base torre in pietra ed è a forma di parallelepipedo.  È dotato di un antico orologio dismesso e di un Monumento ai caduti a bassorilievo, voluto da Pasquale Borrelli. La parte retrostante della chiesa, poggia su un dislivello che in origine corrispondeva all'originario piano di calpestio.
L'impianto interno è a tre navate, i capoaltari laterali possiedono delle piccole cappelle. 
L’altare maggiore, chiuso da una balaustra in marmo, è dedicato alla Santa Patrona, Santa Vittoria, la cui statua, risalente al XIX secolo, viene portata in processione il 23 dicembre. Al suo posto, in precedenza, vi era un’immagine dipinta su legno, visibile in fondo alla chiesa. Ai lati di Santa Vittoria sono raffigurate Sant’Annicola, a destra, e Santa Caterina da Siena, sulla sinistra, entrambe opere di Nicola Ranieri di Guardiagrele. 
Ai lati dell'altare maggiore vi sono, a sinistra la cappella del Sacro Cuore che conserva al suo interno un busto, restaurato nel 2018, e un dipinto del Sacro Cuore che si trova sull'altare, e a destra la cappella di Santa Maria Maddalena con un dipinto presso l'altare in onore della santa e le statue opera di Gabriele Falcucci di Atessa, di San Nicola e Sant'Emidio i quali Tornareccio festeggia il 3 e il 4 maggio. Entrambe le cappelle sono state restaurate nel 2018.
All’interno dell’edificio sono conservate alcune tele di straordinario pregio. Alla sinistra dell’altare maggiore, sulla cappella del Sacro Cuore, vi è raffigurata l’Immacolata Concezione. Nella parte opposta, sulla cappella di Santa Maria Maddalena, è visibile la Madonna del Rosario, circondata dalle quindici scene dei Santi misteri.
La tela del Rosario è del XVI secolo, simile a un'altra di scuola aquilana presente nella chiesa parrocchiale della vicina Archi. Illustra la Madonna col Bambino attorniata da angeli con in mano il Santissimo Rosario, in basso Santa Caterina da Siena, San Domenico e santi predicatori, i pontefici che hanno favorito la vittoria di Lepanto nel 1570, e attorno i Misteri con piccoli riquadri. Di indubbio valore è anche la Madonna del Purgatorio, nell’altare laterale della navata sinistra. Queste tre tele, appartenenti già all’antica chiesa, sono quasi certamente opera del pittore atessano Felice Ciccarelli (XVI-XVII secolo). Altri quattro quadri, raffiguranti san Domenico di Cocullo, San Mauro Abate, San Domenico Patriarca e san Pietro Martire, sono del pittore Nicola Ranieri di Guardiagrele, mentre le numerose statue sono state realizzate in gran parte dallo scultore atessano Gabriele Falcucci, vissuto tra il XVIII e il XIX secolo.  
Sulla navata destra vi è un tabernacolo ligneo con tre statue firmate da Gabriele Falcucci: San Vito martire coi cani, al centro la Madonna Addolorata, infine San Biagio. Segue sempre a destra  l'altare di Sant'Antonio di Padova con la statua nella nicchia, e infine l'altare a tabernacolo con all'interno la statua di Falcucci in onore della Madonna del Rosario e con sotto al tabernacolo la teca contenente il Cristo morto, restaurato nel 2016.
Nella navata laterale sinistra vi sono un battistero in scagliola, presso il primo pilastro vi è una statua lignea del Cristo crocifisso del XVI, restaurato nel 2022, negli altari laterali una tela di Santa Vittoria del XVII secolo, una nicchia con la statua di Sant'Annicola, con l'iscrizione "restaurato da Pasquale Bravo 1940", l'altare dedicato alla Madonna del Purgatorio, con una tela forse di G. Lamberti, infine l'altare del transetto dell'Immacolata Concezione con dentro la nicchia la statua della Madonna opera di Falcucci.
Nell’orchestra che sovrasta l’ingresso principale è visibile il maestoso organo a canne costruito alla fine degli anni Quaranta del secolo scorso.
La chiesa è stata elevata a monumento nazionale dalla soprintendenza delle Belle Arti per i fregi all'interno che comprendono capitelli corinzi, cupole baroccheggianti nelle navate laterali e stucchi dorati.